# Теребовлянское гетто
Теребовлянское гетто — еврейское гетто, существовавшее во время Второй мировой войны в городе Теребовля с 1 декабря 1942 по 5 июня 1943 года. Почти все узники гетто были убиты немецкими оккупантами в сотрудничестве с украинской полицией.

## Ход событий
Германские войска заняли Теребовлю 3 июля 1941 года.
По состоянию на середину 1941 года в Теребовле проживало около 1700 евреев. В ноябре 1942 года в город переселили евреев из окрестных сел и городков — Струсова и Буданова. 5 ноября 1942 года 1091 еврей были вывезены в лагерь смерти Белжец, а 109 расстреляно в самом городе.
1 декабря 1942 года согласно приказу обергруппенфюрера СС Крюгера в Теребовле было создано еврейское гетто. На то время в нём находилось около 2,5 тысяч человек. Гетто размещалось на улице Яна Собеского, современной ул. Сечевых Стрельцов, которая тянулась от парка Шевченко (тогда площадь Пилсудского) вплоть до Касарень (казарм).
В 1943 году гетто было ликвидировано. Немецкая жандармерия с помощью украинской полиции провела три массовые казни евреев вблизи Плебановки:
- 7 апреля 1943 расстреляно около 1100 человек,
- 3 июня 1943 расстреляно 845 человек,
- 5 июня 1943 расстреляно 350 последних жителей гетто.

Удалось сбежать и выжить лишь нескольким десяткам жителей гетто.